# Fernando Rech
Fernando Rech (født 13. marts 1974) er en tidligere brasiliansk fodboldspiller.